# 笆篱镇
笆篱乡，是中华人民共和国湖南省郴州市宜章县下辖的一个乡镇级行政单位。

## 行政区划
笆篱乡下辖以下地区：
笆篱社区、平原村、黄土岭村、岩英山村、归塘村、范家村、邱家村、峙冲村、尖角山村、五斗冲村、东风村、联原村、戴家村、叶山背村和车田村。